# 吟遊詩人皮陀故事集
《吟遊詩人皮陀故事集》（英語：The Tales of Beedle the Bard）是作者J·K·罗琳所著作的一本兒童故事書，那是在《哈利波特》系列的最後一輯小說中所提及的一本同名故事書。羅琳根據自己在故事當中對此書的描述，並實際撰寫了實體書於現實世界中發行。這本書最初只限量發行七本，每本均由羅琳親筆手寫及繪畫插圖。其中一本手工書於2007年12月13日透過蘇富比拍賣，預期目標售價為£50,000，最後亞馬遜（Amazon.com）以£195萬購入，成為現代文學手稿拍賣中最高的售價。這本書拍賣所得的收益已捐給兒童之聲的慈善活動。
此書於2008年12月4日向公眾出版，收益已捐給兒童高級小組（2010年更名為路摸思）。

## 哈利波特系列中的描述
《吟遊詩人皮陀故事集》最初以虛構書籍的形式出現，出現於羅琳在2007年出版的，即《哈利波特》系列小說的第七部，也是最後一部小說期間撰寫。故事中，這是霍格華茲的前任校長阿不思·鄧不利多以遺贈的方式交給妙麗·格蘭傑的書本，它被描述為巫師世界裡兒童童話故事的一個受歡迎系列。根據的描述，《吟遊詩人皮陀故事集》是魔法世界最著名的童話故事書，它在魔法世界兒童及青少年中的知名度可跟麻瓜兒童及青少年讀物《雪姑七友》、《灰姑娘》等作品相比，因此在巫師世界長大的榮恩·衛斯理對這些故事很熟悉，然而在麻瓜世界長大的哈利·波特與妙麗·格蘭傑在此之前則從未聽聞。

中，妙麗從鄧不利多的遺囑裡收到的這本書是虛構書籍原始版本的副本。它被描述為一本看起來很古老的小書，其裝訂「有些污點和剝落的地方」。小說裡還提到這本書的書名以浮雕符文符號載於其封面上，當中包含著尋找死神聖物的關鍵線索。

死神聖物符號

這本書還充當了在故事中給三人組介紹死神的聖物的工具。在這本書裡的故事《三兄弟的故事》中，哈利與妙麗發現到一個奇怪的符號，後來被贊諾·羅古德—露娜·羅古德的父親揭示而發現這是死神的聖物的象徵。該符號中的三角形代表著隱形斗篷，三角形內的圓形的代表著重生石，而中間的垂直線代表著接骨木魔杖。
《吟遊詩人皮陀故事集》的故事本身也提到了這三件死神的聖物，據說是屬於皮福雷三兄弟的物品（見下文），後來發現他們就是佛地魔與哈利·波特的祖先。在小說尾聲時，阿不思·鄧不利多也證實了哈利跟皮福雷家族的關聯，並指出這三兄弟實際上可能是死神聖物的創造者。2008年12月發行由羅琳撰寫的出版物介紹裡，當中提到的虛構人物—生活於15世紀的吟遊詩人比德爾在約克郡出生，並蓄著「異常濃密的鬍鬚」。《死神的聖物》中重述了故事集裡的《三兄弟的故事》內的詳細內容，此外還提及了另外兩個故事，分別為《幸運泉》及《巴比兔迪迪和咯咯笑樹樁》。
現實世界中的《吟遊詩人皮陀故事集》作者署名為J·K·羅琳，扉頁和序言中的描述則由妙麗·格蘭傑以古代神秘文字——如尼文翻譯而來，並配上羅琳親手繪製的插圖，同時經由霍格華茲現任校長麥米奈娃的慷慨許可，加入阿不思·鄧不利多教授對這些故事所作的獨到筆記註解，相信所有巫師和麻瓜們都能樂在其中。《吟遊詩人皮陀故事集》裡當中共包括了五篇故事，依次是《巫師與跳跳鍋》、《幸運泉》、《魔法師的毛茸茸心臟》、《巴比兔迪迪和咯咯笑樹樁》及《三兄弟的故事》，當中只有《三兄弟的故事》的詳細內容於裡出現。

## 出版歷程
羅琳在完成第七部《哈利波特》小說的工作後不久便開始寫這本書，根據自己在中的描述實際撰寫《吟遊詩人皮陀故事集》的工作，此書有英國及美國的版本，還有大部份不同語言的翻譯本，它們於2008年12月4日出版。此書的所有盈餘都將捐贈予兒童高標團（Children's High Level Group）。她在接受《哈利波特粉絲團》的採訪時表示，她還表示她使用了其他書籍作為故事的靈感來源。更具體而言，《三兄弟的故事》是唯一完全包含於《死神的聖物》中的故事，其靈感來自傑弗里·喬叟的《坎特伯雷故事集》裡的《赦免者的故事》。

### 手工版
最初，《吟遊詩人皮陀故事集》只限量製作了七本手工製作的版本，全部由作者本人親手寫作及繪畫插圖。這些書本以棕色摩洛哥革裝訂，並由愛丁堡的銀匠和珠寶商Hamilton & Inches手工製作的銀飾和鑲嵌半寶石裝飾。每一塊銀片都代表了書內的五個故事之一。羅琳還要求七本書中的每一本使用不同的半寶石以作裝飾。當中六本原始的手寫版本由羅琳特別獻給了六位參與哈利波特系列最多的人。最初仍未確定這些版本的收件人，然而有兩人從那時起已被命名，其中一人是羅琳的最開始的首名編輯—巴里·坎寧安（Barry Cunningham）；而另一位是學樂的編輯阿瑟·萊文（Arthur A. Levine），《哈利波特》小說的美國出版商。坎寧安跟萊文於2008年12月借出其手工製作的版本，作為《吟遊詩人皮陀故事集》展覽的一部分。
為了替兒童之聲慈善活動籌集資金，羅琳還決定製作第七份手寫版本拍賣會上出售（以月光石珠寶來跟其他的作區別）。
|  | 這個想法真的因為我想感謝跟《哈利波特》系列密切相關的六個關鍵人物而來，而這些人是一件珠寶般無法切割的人。因此我便有了只為這六個人製作一本手寫與插圖書的想法。好吧，如果我要製作六本的話，我真的必須要做第七本，而第七本書就是為了這個原因，這跟我內心的想法非常貼近。—— J·K·羅琳 |

### 拍賣
《吟遊詩人皮陀故事集》的157頁月光石版本於11月26日在紐約及12月9日在倫敦競標之前首次展出。該本書在2007年12月13日在倫敦蘇富比進行拍賣。此書的起拍價為£30,000（US$62,000／€46,000），最初預計售價約為£50,000（US$103,000／€80,000）。收盤價遠遠超過了之前的所有預測，因為最終這本書是由倫敦藝術品經銷商黑茲利特古登與福客斯公司（Hazlitt Gooden and Fox）代表亞馬遜公司以£195萬英鎊的總價購買（約US$398萬／€228萬）。這是作為當時現代文學手稿的最高購買價格。拍賣所得的金錢後來由羅琳捐贈給兒童之聲的慈善活動。
蘇富比為此次拍賣印製了一份48頁的宣傳目錄，該目錄包含了書中的插圖為特色，以及羅琳對《吟遊詩人皮陀故事集》的評價。該目錄作為收藏品出售，售出所得的款項也已捐贈給兒童之聲。
坎寧安的這本書於2016年11月被拍賣，它於2016年12月12日在倫敦的蘇富比以£368,750英鎊的價格拍賣了。這本書是以菱錳礦寶石與銀色骷髏頭裝飾的皮革裝訂手稿。這份手稿的特點是附有一張寫給坎寧安的作者註釋，內容如下「致巴里，那個認為一部關於戴眼鏡男巫的超長小說可能會賣掉的人......謝謝。」她還添加了一項說明，把這些寶石描述為「傳統上與日常生活中的愛、平衡和快樂聯繫在一起」。

### 公眾版本
2008年7月31日，《吟遊詩人皮陀故事集》據宣布也會向公眾提供標準版和收藏版本。這本書由路摸思出版，並由布魯姆斯伯里出版社、學樂和Amazon.com印刷及發行。該決定是由於《哈利波特》粉絲們在最初宣布該書無意廣泛公開發行後感到失望而作出的。
《吟遊詩人皮陀故事集》的標準版和收藏版包括霍格華茲校長阿不思·鄧不利多的評論和註腳。標準版本還包括了轉載自2007年12月拍賣的手工版插圖與作者的介紹。限量珍藏版包含十幅由羅琳繪製的插圖，那些插圖並不包括於標準版或原始手工版中，以及羅琳的親筆手寫介紹的獨家複製品，其他雜項物品，如寶石複製品及翡翠綠絲帶。
《吟遊詩人皮陀故事集》於2008年12月4日發行由布魯姆斯伯里出版社於英國和加拿大出版，而美國版由學樂出版。該書的限量收藏版由亞馬遜在所有這三個國家中發行，這本書已被翻譯成28種語言，限量版已印製約100,000份，其零售價為£50英鎊（分別為$100美元及€100歐羅）。出售此書的利潤會提供給兒童高級組。最初的銷售額估計約為£400萬英鎊（US$760萬／€470萬）；截至2010年1月，該慈善機構的銷售額估計為£1,100萬英鎊（US$1,700萬／€1.300萬）。

## 內容概要

### 概述
羅琳為這本書寫了五個故事。當中的一個故事—《魔法師的毛茸茸心臟》在《死神的聖物》中未曾提及；而另外的三個故事，分別是《巫師與跳跳鍋》、《幸運泉》及《巴比兔迪迪和咯咯笑樹樁》受到粗略的關注，而《三兄弟的故事》是唯一完全包含於《死神的聖物》內的故事。

### 巫師與跳跳鍋
巫師與跳跳鍋（英語：The Wizard and the Hopping Pot）— 這個故事是關於一位老人的遺產，他慷慨地以自己的鍋為需要他幫助的其他人釀製魔藥和解毒劑。在他死後，他把其所有財產留給了他唯一的兒子，然而他沒有其父親的美德。在父親去世後，兒子找到那個鍋及裡面單一的拖鞋，連同一張父親的便條，上面寫著：「我的兒子，衷心希望你永遠不需要它」。
兒子因為只剩下一個鍋而苦惱，他對每個尋求他幫助的人都關上了大門。他不幫助五個以上的人，所以每次他這樣做時，那個鍋都會出現尋求幫助者的症狀；它開始打擾著兒子，讓他無法安心。這種情況一直持續到兒子最終放棄，並向小鎮上的人提供協助。他這樣做以後，鍋裡困擾著他的小毛病逐一地解除了，而那兒子從他父親那裡所獲得的那拖鞋在有一天從鍋裡掉出來的時候，他的磨難也終於結束了；他把那拖鞋置於鍋腳上，二人一起走進日落。

### 幸運之泉
幸運之泉（英語：The Fountain of Fair Fortune）— 在這個故事中，那裡有個噴泉能每年一次的讓一個人以洗澡來解決他或她的問題。三個女巫就這樣相遇了：第一個女巫阿莎（Asha）患有不治之症；第二個女巫阿爾泰達（Altheda），她因搶劫而忍受著貧困與無能為力；第三個女巫阿瑪塔（Amata），在被心愛的人拋棄後心煩意亂。三名女巫決定一起嘗試來到噴泉，然而在途中，一位倒霉的麻瓜騎士—倒霉爵士，也加入到她們的行列。
在通往噴泉的路上，他們面臨著三個挑戰。第一個涉及需要「（他們的）痛苦證明」的一條巨型蠕蟲。在幾次失敗的嘗試後，阿莎因沮喪而流下了眼淚，從而通過了這一挑戰；第二個挑戰是他們必須從一個陡峭的斜坡帶來「他們的勞動成果」，阿爾泰達以她來之不易的努力與額頭上的汗水通過了這一挑戰；第三個挑戰是過河，要求他們以「（他們）過去的寶藏」來付出代價，阿瑪塔透過利用魔法收回前度情人的記憶並將其丟入水裡而通過了挑戰。
來到噴泉，阿莎因為筋疲力盡而倒下，阿爾泰達為了救她而釀製了一種提神藥水，能夠治癒阿莎的病患和她對泉水的需求；阿爾泰達意識到自己的技能也是一種賺錢的方式，因此她再也不需要噴泉；阿瑪塔意識到，洗去她對殘忍而虛假的情人的遺憾，也消除了她對的需要噴泉的需要。倒霉爵士沐浴在泉水中，然後他撲到阿瑪塔的腳下，並請求她把「她的手和她的心」交給他，她很高興地交給了他。每個人都得到了他或她問題的答案，卻不知道該噴泉根本沒有神奇的力量。

### 魔法師的毛茸茸心臟
魔法師的毛茸茸心臟（英語：The Warlock's Hairy Heart）— 這個故事是關於一個決定永不墜入愛河的年輕英俊魔法師，因此他利用黑魔法來阻止自己這樣做。他的家人希望他會改變，但甚麼也沒有做。然而有一天，他聽到兩個僕人竊竊私語指他沒有妻子，於是他決定尋找一個有才華、富有且漂亮的女巫並跟她結婚，贏得所有人的羨慕。
那魔法師於第二天遇到了那個女孩，雖然這個女孩對他「既著迷又抗拒」，他說服她到其城堡參加晚宴。在宴會上，她告訴他，她需要知道他有一顆心。魔法師向她展示了他於地牢中的水晶棺材中那顆跳動的毛茸茸心臟。女巫懇求他把它放回其體內。當魔法師這樣做之後，女孩擁抱了他。然而，跟他的身體脫離了這麼久的那心臟，由於他的心臟經已退化為一種動物性的狀態，因此產生了無情的味道。因此，他被迫強行奪取一顆真正的人類心臟。他把女巫的心臟撕下來以取代自己的那個，但他發現無法利用魔法把毛茸茸的心臟從胸膛中取出，於是他利用匕首把它砍了下來。就這樣，他跟那個少女雙雙死去，而他雙手捧著兩顆心。

### 芭比蒂迪迪與咯咯笑樹樁
芭比蒂迪迪與咯咯笑樹樁（英語：Babbitty Rabbitty and her Cackling Stump）— 這個故事是關於一個國王想把所有魔法都留給自己的故事。若要做到這一點，他需要解決兩個問題：他必須俘虜並囚禁王國中的所有巫師，他必須學習魔法。他創建了一個「獵巫大隊」並召喚一名魔法導師，卻只有沒有魔法能力的「江湖騙子」作出回應。那江湖騙子以一些簡單的技巧來證明自己，並開始索取珠寶和金錢來繼續教學。然而有一天，當國王試圖利用一根普通的樹枝變魔術時，國王的洗衣女工芭比蒂嘲笑他，這讓國王要求那騙子跟他一起公開展示魔法，並警告說如果有人笑的話，那騙子便會被斬首。那騙子後來目睹了芭比蒂在她的房子裡施魔法。他威脅指若芭比蒂不協助他的話，他便會揭露她。她同意隱瞞並在示範中協助他。
在表演期間，「獵巫大隊」旅長的要求國王讓他死去的獵犬起死回生。由於江湖騙子無法利用魔法讓死者復活，人們於是認為江湖騙子之前的行為是詭計。江湖騙子把芭比蒂的秘密揭露了，並指責她擋住了咒語。芭比蒂逃進森林，並消失於一棵老樹下。無奈之下，江湖騙子說她「變成了海棠」並把那棵樹砍倒了。當人群散去時，樹樁開始咯咯作響並讓江湖騙子坦白。樹樁一再咯咯作響，要求國王不要再傷害巫師，並在樹樁上建一座芭比蒂雕像以提醒他自己的愚蠢。國王同意並返回他的宮殿。後來，一隻以牙齒叼著魔杖的矮胖老兔子從樹樁下的一個洞裡跳出來，離開了王國。

### 三兄弟的故事
三兄弟的故事（英語：The Tale of the Three Brothers）— 這個故事是關於三兄弟一起遠行時來到一條變化莫測的河流之故事。他們在河流上架起了一座魔法橋樑，就在他們過河之時，他們遇到了死神的化身，它對失去了三個潛在的受害者而感到憤怒。他假裝對他們印象深刻，並給每個人一份禮物作為獎勵，希望利用每一份禮物來導致他們最終的滅亡。皮福雷三兄弟中的大哥安提歐（Antioch）想要一根無可匹敵的決鬥魔杖，死神把接骨木魔杖給了他；二哥卡德馬（Cadmus）想要死而復生的能力，以進一步羞辱死神，死神給他重生石；幼弟伊諾特（Ignotus）是個謙遜的人，他不信任死神，並希望能有辦法阻止死神跟隨自己，所以死神不情願地把其隱形斗篷給了他。此後，兄弟三人各自分道揚鑣。
大哥安提歐以接骨木魔杖解決了之前的疑慮，並殺死跟他吵架的人，但他吹噓著魔杖不可思議的力量，導致該魔杖在他睡夢中被搶去，小偷把他的喉嚨割破了，讓其性命斷送到死神的手上；二哥卡德馬以重生石把他想要娶的女人從死亡中帶回來，從而化解了之前的失去，然而發現她經已是非實體的存在，而且她對回到凡間充滿了悲傷；他在悲痛中以自殺來讓自己能正確地跟她在一起，並讓死神認領其靈魂。然而，由於幼弟伊諾特一直隱藏於隱形斗篷下，死神永遠無法找到他。多年後，伊諾特滿足於自己過著的生活，他把隱形斗篷脫下來並交給其兒子，並以老朋友與平等的方式迎接死神，從而死於自然。

## 迴響及評價
《吟遊詩人皮陀故事集》獲得普遍好評。蘇富比的副總監菲利普·W·埃靈頓（Philip W. Errington）把手工版描述為透過拍賣行的「最激動人心的兒童文學作品之一」。在購下這本書後，亞馬遜也發表了評論，稱其為「直接從小說中提取出來的一件神器」。
《泰晤士報》對這本經已出版的書給予了好評，稱這些故事為「有趣、險惡、睿智且引人入勝」，並將它們比作格林兄弟所收集的故事。《每日電訊報》對它進行了負面評價，並指出它們「若非因為它背後的大量工作，它們將是不起眼的」，並且有「一個使其具有可觀長度的填充元素」。

## 其他作品

### 現場表演
在佛羅里達環球影城內的哈利·波特的魔法世界裡，每天都會在斜角巷的擴建部分中上演《幸運之泉》和《三兄弟的故事》現場木偶表演。

### 改編電影
由於《三兄弟的故事》原本已出現於小說《哈利波特－死神的聖物》中，因此故事被改編為小說的首部電影改編動畫短片，跟小說一樣是由妙麗·格蘭傑（愛瑪·屈臣）描述。短片由賓·希邦執導，並由Framestore製作動畫。
在《怪獸與牠們的產地》電影改編後，羅琳與華納兄弟宣布他們打算把這本小說改編成電影，作為魔法世界的一部分。